# The Antichrist
Albums de Destruction
All Hell Breaks Loose
(2000) Metal Discharge
(2003)
The Antichrist est le septième album studio du groupe de thrash metal allemand Destruction. L'album est sorti le 18 septembre 2001 sous le label Nuclear Blast Records.
L'album possède un défaut de fabrication: l'ordre des titres de la liste des titres, figurant au dos de la pochette de l'album, est incorrect. L'ordre des titres ci-dessous a été revu et corrigé.

## Musiciens
- Marcel Schirmer - Chant, Basse
- Mike Sifringer - Guitare
- Marc Reign - Batterie

## Liste des morceaux
1. Days of Confusion - 0:49
2. Thrash Till Death - 4:23
3. Nailed to the Cross - 3:46
4. Dictators of Cruelty - 4:31
5. Bullets from Hell - 5:06
6. Strangulated Pride - 3:27
7. Meet Your Destiny - 4:02
8. Creations of the Underworld - 3:54
9. Godfather of Slander - 4:09
10. Let Your Mind Rot - 4:15
11. The Heretic - 3:41